# Euryglossa limata
Euryglossa limata är en biart som beskrevs av Exley 1976. Euryglossa limata ingår i släktet Euryglossa och familjen korttungebin. Inga underarter finns listade i Catalogue of Life.

## Bildgalleri

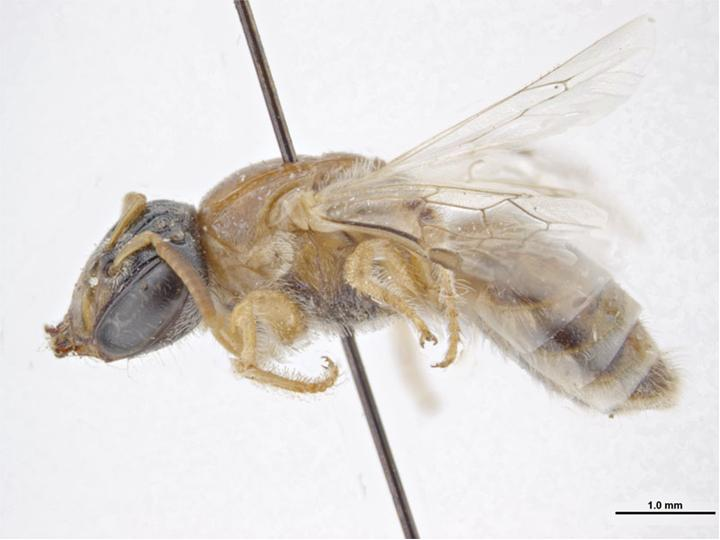